# استیون ویلیامز
استیون ویلیامز (انگلیسی: Steven Williams؛ زاده ۷ ژانویهٔ ۱۹۴۹) یک هنرپیشه اهل ایالات متحده آمریکا است.
1. رمبو: اولین خون قسمت دوم (۱۹۸۵)
2. جک غول‌کش (۲۰۱۳)
3. سه تفنگدار (۲۰۱۱)